# Lovelock
Lovelock is een plaats (city) in de Amerikaanse staat Nevada, en valt bestuurlijk gezien onder Pershing County.

## Demografie
Bij de volkstelling in 2000 werd het aantal inwoners vastgesteld op 2003. In 2006 is het aantal inwoners door het United States Census Bureau geschat op 1903, een daling van 100 (-5,0%).

## Geografie
Volgens het United States Census Bureau beslaat de plaats een oppervlakte van 2,2 km², geheel bestaande uit land. Lovelock ligt op ongeveer 1221 m boven zeeniveau.

## Plaatsen in de nabije omgeving
De onderstaande figuur toont nabijgelegen plaatsen in een straal van 88 km rond Lovelock.